# Калвін Раатсі
Калвін Оуен Гарм Раатсі (нід. Calvin Owen Harm Raatsie, нар. 9 лютого 2002, Пюрмеренд, Нідерланди) — нідерландський футболіст,воротар  клубу «Утрехт».

## Ігрова кар'єра

### Клубна
Калвін Раатсі починав займатися футболом у клубі «Волендам». У 2013 році він приєднався до футбольної академії столичного «Аякса». Але в першій команді воротар так і не зіграв жодного матчу. Лише три сезони провів у дублюючому складі «Йонг Аякс» у Другому дивізіоні.
У травні 2022 року Раатсі перейшов до «Утрехта», з яким підписав контракт на три роки. Але також грав лише у другому складі в Еерстедивізі. В січні 2024 року Раатсі був відправлений в оренду до кінця сезону у клуб «Рода».

### Збірна
У 2019 році Калвін Раатсі у складі юнацької збірної Нідерландів (U-17) брав участь у переможному юнацькому чемпіонаті Європи в Ірландії. На турнірі воротар взяв участь у п'яти матчах.

## Титули
Нідерланди (U-17)
 Чемпіон Європи: 2019